# Henneth Annûn
Henneth Annûn est un lieu de la Terre du Milieu, inventé par l'écrivain britannique J. R. R. Tolkien et apparaissant dans son roman Le Seigneur des anneaux. En sindarin, ce nom signifie « fenêtre de l'ouest ». Il s'agit d'une caverne, servant de repaire secret aux hommes du Gondor en Ithilien, afin de surveiller le Mordor. La grotte est située au sud de Cair Andros, et a été construite sur ordre de l'Intendant Túrin II, après que l'Ithilien a été détruite par des Orques, en 2901 T.A..
Faramir et ses hommes s'en servaient comme base d'opération pendant la guerre de l'Anneau. Il y emmène Frodon et Samsagace dans Les Deux Tours.